# ヴィルヘルム・グンデルト
ヴィルヘルム・グンデルト（Wilhelm Gundert、1880年4月12日 - 1971年8月3日）は、ドイツの東アジアおよび日本学の研究者である。主に中国と日本の仏教文学を研究した。W.グンデルト、ウィルヘルム・グンデルトとも表記される。

## 経歴
1880年、シュトゥットガルトに生まれた。初等神教学校を卒業後、シュヴァーベン敬虔派の影響を受けたグンデルトは、テュービンゲン大学付属ヴェルテンベルク国立神学校とハレ大学で哲学及び神学の研究を行い、1904年にヴュルテンベルク新教地方教会の正牧師の資格を得た。在学中、彼はドイツ学生福音主義教会(Deutschen Christlichen Studentenvereinigung, DCSV)に参加し、内村鑑三を知る。
1906年、26歳の時に伝道のため来日した。東京で日本語を修めたのち、1909年まで第一高等学校でドイツ語を教えた。1910年から1915年まで5年間、新潟県村松町（現五泉市）に住んで、内村鑑三の一派の伝道事業に参加した。1912年に一時帰国した。
1915年から1920年まで第五高等学校でドイツ語を教えた、一方、1920年から1922年までドイツに滞在し、ハンブルグ大学のカール・フローレンツに師事し、「日本の能楽におけるおける神道』という論文で博士号を取得した。1922年から1927年まで水戸高等学校でドイツ語を教えた。同年から1936年にかけて日本での研究を続け、東京に設立された日独文化協会の主事となった。
1962年に東京大学名誉博士、勲四等旭日小綬章、勲二等瑞宝章を授与され、日本学士院の名誉会員に推挙された。1956年以降はノイ＝ウルムに住み、碧巖錄の独訳と研究を行った。1971年に病没した。

## 国家社会主義
1934年、グンデルトは国民社会主義ドイツ労働者党に参加した。1936年、フローレンツの後任として、ハンブルク大学の日本語・日本文化講座の教授に就任した。1938年から1941年まで、グンデルトはハンブルク大学の学長を務めた。
その後、1945年までハンブルク大学政治学部共同体の学部長を務めた。ウォルター・ドナートと並んで、彼は国家社会主義の支持者と見なされており、とりわけ、ドイツ東洋文化研究協会と日独文化協会の編集委員会の責任者として知られている。ハンブルク大学の学長として、彼はユダヤ人の教授と学生の追放を命じた。
1945年、政治犯として解雇され、1946年に退職扱いとなった。1952年に非ナチ化の一環として「免罪」とされ、1955年には大学教授（名誉教授）の地位が与えられた。

## 業績
グンデルトはローマ字（訓令式）の支持者だった。彼の最も重要な功績は『碧巌録』の翻訳である。例えばグンデルトの従兄であるヘルマン・ヘッセにも感銘を与え、1922年、ヘッセは「シッダールタ」の第2部をグンデルトに捧げた。

## 著作
- 『日本の能楽における神道』Der Schintoismus im japanischen Nō-Drama(1922年論文)ドイツ自然科学研究協会出版局, 1925年
- Die chinesische Literatur (together with Wilhelm Richard) Akademische Verlagsgesellschaften, Potsdam Wildpark 1926.
- 『日本文学(Die japanische Literatur)』Oskar Walzel (ed.): Handbook of Literary Studies. Akademische Verlagsgesellschaft Athenaion, Wildpark, 1929年
- 『現代日本人の生活』Auflehnung und Opfer : Lebenskampf eines modern Japaneseers （賀川豊彦との共著）Gundert Verlag Stuttgart. 1929年
- 世阿弥『OAG東京』第XXV号、1932-1935年、Bパート、21ff頁にある「幽玄」という言葉について。
- バナナの木-金春禅師の戯曲『芭蕉』(翻訳・解説) 、『OAG創立記念号』1873-1933、第2部、pp. 234ff.
- 『日本人の国民性（芳賀義雄教授著「国民性十論」に続く）』；1934年3月、東京のドイツ東アジア自然・民族史学会での講演, 1934年
- 『日本宗教史』日独文化協会 gndert, 1935年

- 『ヴィルヘルム・グンデルト 日本およびドイツの日本学的研究の意義』(PDF) In: Journal of the German Oriental Society. 1936, pp. 248-265, retrieved 1 May 2013 (Inaugural lecture at the University of Hamburg; vol. 60).
- 『日本における国民宗教と超国家的宗教』Hanseatische Verlags Anstalten 1937.
- Die religiösen Kräfte Asiens : (Lectures of the 1st Foreign Week 1937 of the Hanseatic University) Hanseatische Verlagsanstalten Hamburg 1937年　(『ハンザ同盟大学外国語学部講義録』)
- アフリカ : 民族学と経済学への貢献』ハンザ同盟ハンブルグ支局 1938年
- 日本史における理念と現実. In: Ostasiatische Rundschau. 第21巻, 1940年, 44-247頁.
- 日本宗教史：日本人と韓国人の宗教を歴史的に考察する』 gndert, 1943年。
- The great non-christian religions of our time : in individual presentations (together with Walter Fuchs, Hermann von Glasenapp). Kröner Verlag Stuttgart 1954年

- 『東洋の抒情詩(Lyrik des Ostens)』Carl Hanser, 1952年, 共著
- 『碧巌録』(翻訳・解説) (全3巻) Carl Hanser, 1960年, 1967年, 1973年

## 家族・親族
- 妻ヘレーネ
- 長男ハンス・グンデルト(Hans Gundert)の墓が雑司ヶ谷霊園にある。
- 次男ヘルマン・グンデルト（ドイツ語版）はプラトン研究者。
- 従兄にヘルマン・ヘッセ。ヴィルヘルムの父ダーフィト・グンデルトの姉マリーの第二子にあたる[4]。
- ヘルマン・ヘッセの父カール・オットー・ヨハネス・ヘッセは、内村鑑三『代表的日本人』の英訳版をドイツ語に翻訳し、ダーフィトが経営するグンデルト書店で出版した。
- 祖父に、インドで宣教師をしていたドイツ系スイス人の言語学者および聖職者、ヘルマン・グンデルト（ドイツ語版）(1814-1893)。マラヤーラム語の文法を研究し、辞書を出版した。

## 関連人物
- オスカー・ベンル - 1941年から1945年までハンブルク大学の日本語・日本文化セミナーでの助手を務め、1943年には「世阿弥の芸術的理想」のタイトルの学位論文を提出し、グンデルトの元で博士号を取得した。

- 鈴木大拙 - 1954年、ドイツ講演に際して通訳を行ったグンデルトに、鈴木は漢文で書かれた『碧巌録』2冊を贈った[5]。
- 香川鉄蔵 - 村松町に在住していた時期、グンデルトの家に香川が滞在した。グンデルトはセルマ・ラーゲルレーヴ『キリスト伝説集』のドイツ語訳書を香川に贈った[6]。

## 関連作品
- 上村直己『第五高等学校外国人教師履歴』
- 平田晴耕『雪月花つれづれ』禅文化研究所, 1992年
- 平藤喜久子編『ファシズムと聖なるもの/古代的なるもの』北海道大学出版会, 2020年
- 小山紘『波濤とともに　五高の外国人教師たち』論創社, 2019年
- 「ふるさとの誇り100話」編集事務局『郷土再発見！ふるさとの誇り100話』考古堂書店,　2005年
- Michael Grüttner『 国家社会主義者の科学政策に関する人名辞典』 Synchron, 2004 年、ISBN 3-935025-68-8、67 ページ。

- Frank Raberg『Biografisches Lexikon für Ulm und Neu-Ulm 1802–2009』 Süddeutsche Verlagsgesellschaft im Jan Thorbecke Verlag, 2010、ISBN 978-3-7995-8040-3、p. 135